# Restless Knights
Restless Knights é um filme estadunidense curta-metragem de 1935, dirigido por  Charles Lamont. É o 6º filme de um total de 190 da série com os Três Patetas produzida pela Columbia Pictures entre 1934 e 1959.

## Enredo
Durante a Idade Média, os Três Patetas são chamados pelo seu velho pai (Walter Brennan) que lhes conta que na verdade são de ascendência nobre. Larry é um duque, Moe é um conde e Curly é um barão. Em seguida o pai os manda para o Reino de Anestesia para protegerem a jovem Rainha Anne (Geneva Mitchell) das conspirações do primeiro ministro, o Príncipe Bóris (George Baxter). Os Patetas vão à Corte e são aceitos como cavaleiros quando contam a Rainha sobre os planos do Príncipe. Enquanto os Patetas distraem a todos com uma atrapalhada luta livre, os homens do Príncipe raptam a Rainha. Ele acusa os Patetas pelo sumiço da monarca e após o trio ser derrotado em uma luta de espadas, condena-os à morte por flechadas.
Os Patetas escapam da execução quando os guardas param para admirarem a silhueta de uma mulher despida na janela. Logo a seguir, alguém manda um bilhete avisando que a Rainha está prisioneira na adega do castelo. Curly começa a atrair os guardas (bêbados) enquanto Moe e Larry os desacordam com pancadas na cabeça. Mas sem querer acabam atingindo também a Rainha que se desamarrara e correra na direção deles. Como autopunição, dão pancadas na própria cabeça e ficam todos desacordados.

## Produção
Restless Knights foi filmado de 19 a 22 de dezembro de 1934. O título do filme é um trocadilho com "noites inquietas" ou insônia crônica. A música tema de abertura foi intitulada "Entry of the Giants", composta por Louis Silvers.